# Tadeusz Wróblewski
Tadeusz Stanisław Wróblewski herbu Ślepowron, ps. T. Woronin, Juodarnis (ur. 8 listopada 1858 w Wilnie, zm. 3 lipca 1925 tamże) – polski prawnik i teoretyk prawa, adwokat, polityk, bibliofil, założyciel Biblioteki Wróblewskich w Wilnie.

## Życiorys

### Lata szkolne i studenckie
Początkowe nauki pobierał w domu, a w latach 1870-1877 uczył się w wileńskim gimnazjum, które ukończył ze złotym medalem. W latach 1878–1879 studiował medycynę w Akademii Medyko-Chirurgicznej w Petersburgu. Został z niej usunięty za udział w organizacjach studenckich. W latach 1879–1880 kontynuował studia na Cesarskim Uniwersytecie Warszawskim. W tym okresie działał również w konspiracyjnych kółkach socjalistycznych w Wilnie. Za tę działalność został w lutym 1880 roku aresztowany i uwięziony w warszawskiej Cytadeli. W sierpniu 1881 roku, mimo złego stanu zdrowia, został zesłany do gub. tobolskiej na Syberii. Po powrocie w 1883 z zesłania początkowo jako ekstern podjął studia prawnicze na Uniwersytecie w Petersburgu, które zakończył w 1886 roku, uzyskując stopień kandydata.

### Praktyka adwokacka i działalność publiczna
Po studiach pracował jako aplikant u znanego petersburskiego adwokata, Włodzimierza Spasowicza. Od 1891 prowadził praktykę adwokacką w Wilnie oraz był radcą prawnym Poleskiej Dyrekcji Kolejowej. Zasłynął jako obrońca w procesach politycznych, bronił m.in. marynarzy, którzy w 1905 roku wywołali zbrojne powstanie na pancerniku "Potiomkin", a także oskarżonych w procesie III Proletariatu (1907). W późniejszym okresie bronił również białoruskich i litewskich działaczy politycznych.
Był złonkiem Litewskiego Towarzystwa Naukowego oraz Litewskiego Towarzystwa Przyjaciół Nauki. W latach 1913–1914 był wiceprzewodniczącym Towarzystwa Szarzenia Wiedzy Handlowej i Przemysłowej w Wilnie. Był aktywnym członkiem organizacji masońskich. W 1899 r. założył i prowadził paramasońską organizację Neoszubrawcy (rozwiązana w 1914), nawiązującą do działającego w Wilnie w latach 1817-1822 Towarzystwa Szubrawców. Był członkiem odrodzonej w początkach XX w. wileńskiej loży "Litwa", od 1921 r. wszedł w skład loży "Tomasz Zan".
Jako jeden z,,krajowców” propagował pokojowe współistnienie Białorusinów, Litwinów i Polaków (popierał potrzebę współżycie narodów Wileńszczyzny). W 1906 roku Tadeusz kandydował do I rosyjskiej Dumy Państwowej z ramienia Komitetu Polskiego w Wilnie. W swym liście otwartym do wyborców miast Wilna – Litwinów i Polaków – podkreślał, że uważając siebie za obywatela Litwy, punkt wyjścia przy rozważaniu zagadnień politycznych i społecznych upatruje w interesie wszystkich rdzennych mieszkańców kraju, bez różnicy wyznań czy narodowości. Wybory w 1906 roku Wróblewski jednak przegrał, oddając pierwszeństwo rabinowi Szmarii Lewinowi. Drugi raz wystawił on swoją kandydaturę w 1907 roku podczas wyborów do III Dumy. Kontrkandydatem tym razem był ksiądz Stanisław Maciejewicz, który decydującą przewagą głosów wygrał wybory. Niepowodzenia wyborach sprawiły, że Wróblewski zrezygnował z czynnego udziału w życiu politycznym. Nie był jednak jedynie biernym obserwatorem, a wciąż często występował publicznie, głosząc otwarcie swe przekonania i poglądy. W styczniu 1918 uczestniczył w rozmowach polsko-litewskich dotyczących przyszłości Wilna.

### Prace Tadeusza Wróblewskiego

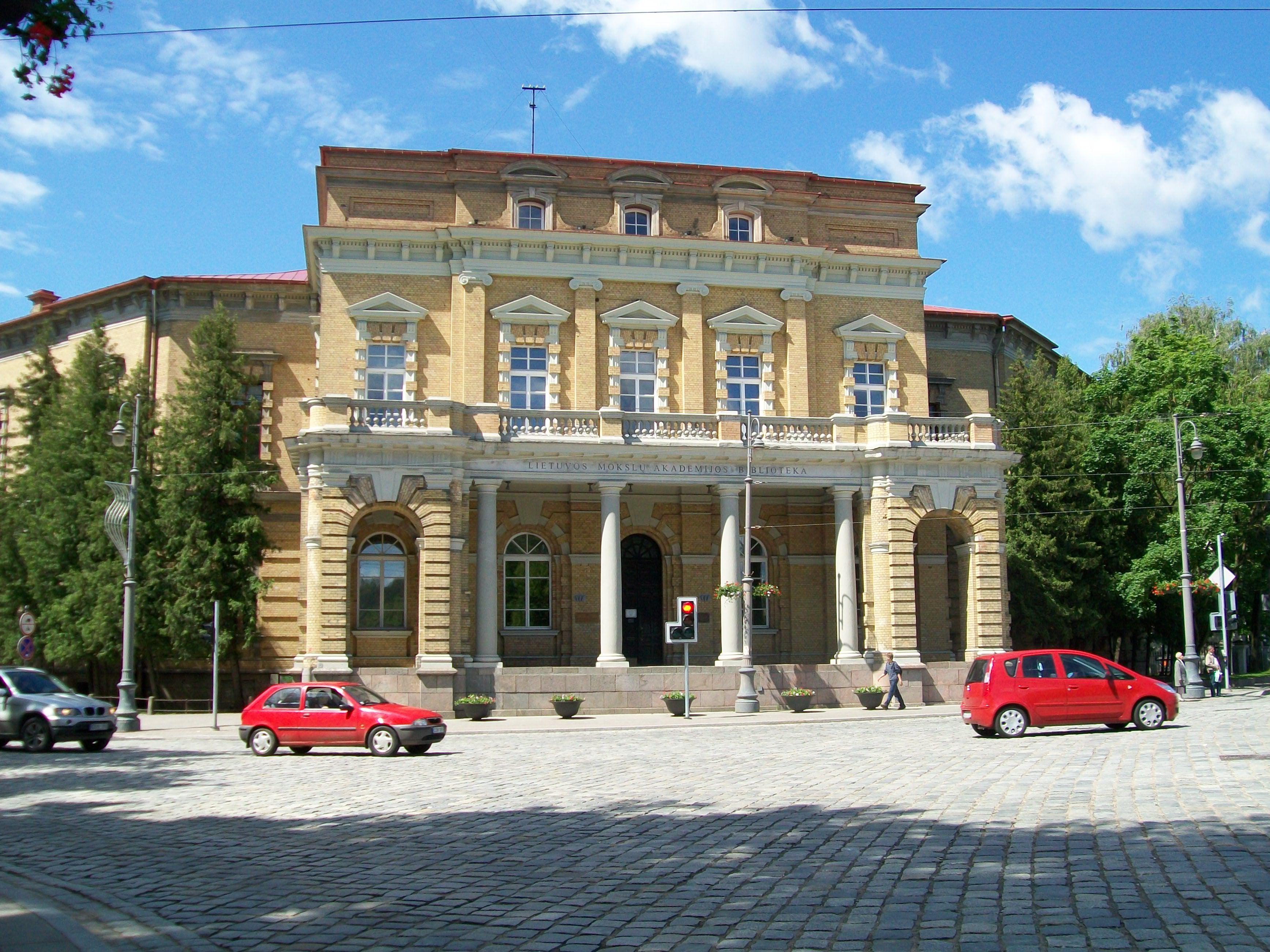
Budynek Biblioteki im. Wróblewskich, fot. z 2009

Był autorem licznych prac z zakresu prawa, statystyki, bibliografii i historii Wilna, m.in. napisał
- [wraz z Józefem Folejewskim] O samorządzie ziemskim na Litwie i Białejrusi, Wilno 1910, wersja elektroniczna – FBC – Kujawsko-Pomorska BC
- Projekt ustawy miejskiej dla Litwy, [Wilno] 1918, wersja elektroniczna – FBC – Polona
- Uwagi o projekcie P. Hymansa, Wilno 1921, wersja elektroniczna – FBC – Polona
- O szkołach "tajnych", Wilno 1924, wersja elektroniczna – FBC – Polona

### Utworzenie Biblioteki im. Wróblewskich
Po rezygnacji z udziału w życiu politycznym oddał się największej pasji swojego życia – gromadzeniu książek, rękopisów i materiałów archiwalnych. Po rodzicach odziedziczył księgozbiór składający się w większości z dzieł lekarskich i pedagogicznych. Zbiór ten stale powiększał, postanawiając utworzyć na jego podstawie bibliotekę publiczną dla miasta Wilna. W tym celu w 1912 roku założył i zalegalizował Towarzystwo Biblioteki im. Eustachego i Emilii Wróblewskich, zapisał mu swój księgozbiór, kupił plac na budowę gmachu bibliotecznego i przelał pokaźną sumę na rozpoczęcie budowy. Niestety, gmachu nie zdążono wykończyć do wybuchu I wojny światowej, więc zbiory przez cały czas pozostawały w mieszkaniu Wróblewskiego, który starał się je ustrzec przed wojennymi zniszczeniami. Właściwy rozwój biblioteki nastąpił po zakończeniu wojny, kiedy odrodzenie państwa polskiego stworzyło o wiele bardziej sprzyjające warunki dla rozwoju polskich placówek kulturowych. W 1925 przekazał swoje bogate zbiory biblioteczne miastu Wilnu.

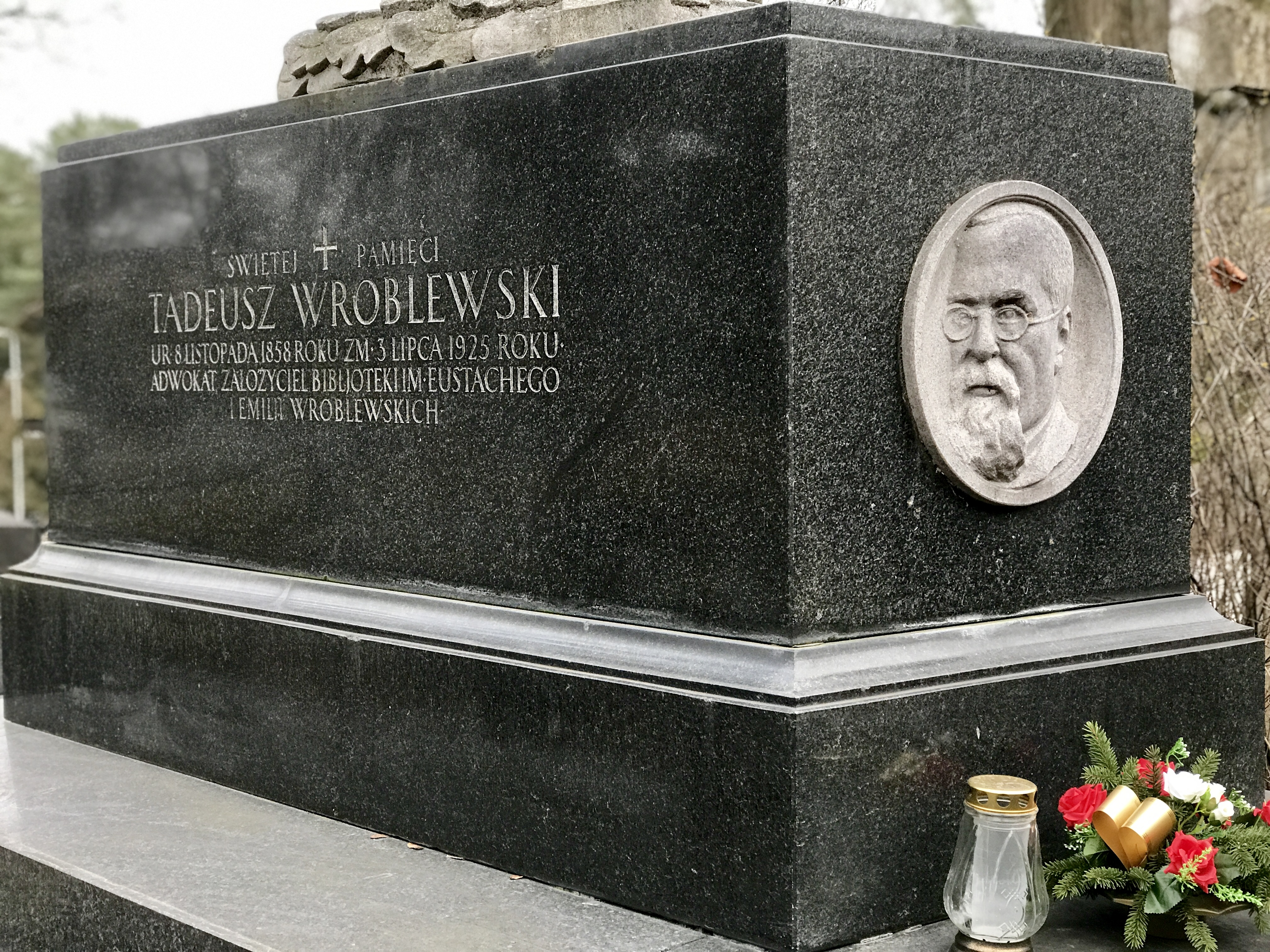
Grób Wróblewskiego na cmentarzu Na Rossie w Wilnie (2019)

### Schyłek życia
Wróblewski zmarł w Wilnie, w swoim mieszkaniu, w wieku niespełna 67 lat, 3 lipca 1925 roku, pochowany na cmentarzu Na Rossie

## Rodzina
Urodził się w rodzinie Eustachego Edwarda Wróblewskiego (1826–1891) i Emilii z Beniowskich (1830 – 1886) j. Ojciec wywodził się ze starego rodu szlacheckiego herbu Ślepowron, z powiatu nowogródzkiego, był znanym lekarzem homeopatą.  Matka była córką majora i uczestnika powstania listopadowego oraz uczestnika ruchu czartystowskiego – Bartłomieja Beniowskiego (1800-1867). W Wilnie utrzymywała tajną polską szkołę dla dziewcząt z domów szlacheckich, w której naukę podejmowała m.in. siostra Józefa Piłsudskiego, Maria. Bratem Tadeusza był znany anarchista i chemik Augustyn Anicety Wróblewski (1866 – po 1913) zaś bratem ciotecznym powstaniec styczniowy i uczestnik paryskiej Komuny gen. Walery Wróblewski (1836-1908). Tadeusz Stanisław rodziny nie założył, w 1906 usynowił rozstrzelanego za udział w buncie na pancerniku "Potiomkin" syna lejtnanta Piotra Schmidta zmieniając mu imię i nazwisko na Stanisław Sadkowski (1886–1929) Przybrany syn był także prawnikiem, adwokatem i masonem. Wg innych źródeł ojcem Stanisława Sadkowskiego miał być przedwcześnie zmarły kolejarz Antoni Sadkowski.
|  |                                                           |  |  |  |  |  |  |  |  |  |  |  |  |  |  |  |
|  | 4. Tadeusz Ksawery Wróblewski (1792-1827)                 |  |  |  |  |  |  |  |  |  |  |  |  |  |  |  |
|  |                                                           |  |  |  |  |  |  |  |  |  |  |  |  |  |  |  |
|  |                                                           |  |  |  |  |  |  |  |  |  |  |  |  |  |  |  |
|  | 2. Eustachy Edward Wróblewski (182601891)                 |  |  |  |  |  |  |  |  |  |  |  |  |  |  |  |
|  |                                                           |  |  |  |  |  |  |  |  |  |  |  |  |  |  |  |
|  |                                                           |  |  |  |  |  |  |  |  |  |  |  |  |  |  |  |
|  | 5. Marianna Wróblewska z Szymonowiczów (1805-1844)        |  |  |  |  |  |  |  |  |  |  |  |  |  |  |  |
|  |                                                           |  |  |  |  |  |  |  |  |  |  |  |  |  |  |  |
|  |                                                           |  |  |  |  |  |  |  |  |  |  |  |  |  |  |  |
|  | Tadeusz Stanisław Wróblewski (1858-1925)                  |  |  |  |  |  |  |  |  |  |  |  |  |  |  |  |
|  |                                                           |  |  |  |  |  |  |  |  |  |  |  |  |  |  |  |
|  |                                                           |  |  |  |  |  |  |  |  |  |  |  |  |  |  |  |
|  | 6. Bartłomiej Beniowski (1800-1867)                       |  |  |  |  |  |  |  |  |  |  |  |  |  |  |  |
|  |                                                           |  |  |  |  |  |  |  |  |  |  |  |  |  |  |  |
|  |                                                           |  |  |  |  |  |  |  |  |  |  |  |  |  |  |  |
|  | 3. Emilia Wróblewska z Beniowskich (1830-1886)            |  |  |  |  |  |  |  |  |  |  |  |  |  |  |  |
|  |                                                           |  |  |  |  |  |  |  |  |  |  |  |  |  |  |  |
|  |                                                           |  |  |  |  |  |  |  |  |  |  |  |  |  |  |  |
|  | 7. Augustyna Aleksandra Beniowska z Kryńskich (1809-1869) |  |  |  |  |  |  |  |  |  |  |  |  |  |  |  |
|  |                                                           |  |  |  |  |  |  |  |  |  |  |  |  |  |  |  |
|  |                                                           |  |  |  |  |  |  |  |  |  |  |  |  |  |  |  |

Na podstawie: Reda Griškaitệ, Dzienniki Emilii z Beniowskich Wróblewskiego, "Pamiętnik Literacki", CVIII, 2017, z. 1, s. 89-133 – wersja elektroniczna – RCiN

## Literatura
- Ludwik Hass, Wolnomularze polscy w kraju i na świecie 1821-1999. Słownik biograficzny, Warszawa 1999, biogram s. 548
- Helena Drège, Ś.p. Tadeusz Wróblewski jako założyciel Bibljoteki im. E. i E. Wróblewskich, Wilno 1926
- Stefan Rygiel, Helena Drège: Bibljoteka im. Wróblewskich w Wilnie 1912 – 1931. Wilno: Komitet Towarzystwa Pomocy Naukowej im. Wróblewskich w Wilnie, 1934. Brak numerów stron w książce
- Danuta Sadkowska, Tadeusz Stanisław Wróblewski – założyciel Biblioteki w Wilnie, „Wileńskie Rozmaitości” 1996, nr 3.
- Bazyli Białokozowicz, Tadeusz Stanisław Wróblewski- założyciel Biblioteki im. Emilii i Eustachego Wróblewskich, patriota Wilna i obrońca praw człowieka, w: Wilno i świat : dzieje środowiska intelektualnego, t. 1 pod red. Elżbiety Felisiak i Mariusza Lesia, Białystok 2002, s.203-228
- Juozas Marcinkevičius, Tadeusz Wróblewski w oczach współczesnych, Białystok-Wilno 2015
- Przemysław Dąbrowski, Tradycja Wielkiego Księstwa Litewskiego a rzeczywistość. Myśl polityczno-prawna i działalność Tadeusza Wróblewskiego (1858-1925), Wyd. Arche, Sopot 2018.
- Rasa Sperskienė, Związki Tadeusza Wróblewskiego z litewskimi działaczami politycznymi przy odbudowie niepodległego państwa litewskiego, Wilno-Białystok 2019